# Hans-Markus von Kaenel
Hans-Markus von Kaenel (* 18. September 1947 in Einigen) ist ein Schweizer Numismatiker und Provinzialrömischer Archäologe.

## Biografie
Hans-Markus von Kaenel studierte an den Universitäten Bern und Tübingen und wurde 1978 mit einer Arbeit zum Thema Münzprägungen und Münzbildnis des Claudius an der Universität Bern in Klassischer Archäologie bei Hans Jucker promoviert. Von 1976 bis 1979 leitete er die Abteilung Provinzialrömische Archäologie am Archäologischen Dienst des Kantons Bern. Von 1983 bis Ende 1992 war er Leiter des Münzkabinetts und der Antikensammlung der Stadt Winterthur, unterbrochen von 1985 bis 1988, als er Direktor des Schweizerischen Instituts in Rom war. Von 1993 bis 2014 lehrte er in der Nachfolge von Maria Radnoti-Alföldi als Professor für Geschichte und Kultur der römischen Provinzen sowie Hilfswissenschaften der Altertumskunde an der Universität Frankfurt am Main.
Von Kaenel ist Mitglied der Akademie der Wissenschaften und der Literatur in Mainz ordentliches Mitglied des Deutschen Archäologischen Instituts und Vorsitzender der Archäologischen Gesellschaft in Hessen. Von Kaenel gibt die Reihen Fundmünzen der römischen Zeit in Deutschland, Studien zu Fundmünzen der Antike und mit Rüdiger Krause, Jan-Waalke Meyer und Wulf Raeck die Frankfurter Archäologischen Schriften heraus. Mit Maria Radnoti-Alföldi leitete er das Projekt Fundmünzen der Antike. Er ist vor allem als Fachmann für die Römische Numismatik bekannt.
Verheiratet ist er mit der Klassischen Archäologin Christiane Dehl-von Kaenel.

## Schriften
- Münzprägung und Münzbildnis des Claudius (= Antike Münzen und geschnittene Steine. 9). de Gruyter, Berlin 1986, ISBN 3-11-009810-5.
- et al.: Der Münzhort aus dem Gutshof in Neftenbach. Antoniniane und Denare von Septimius Severus bis Postumus (= Berichte der Zürcher Denkmalpflege. Monographien. 16). Fotorotar, Zürich u. a. 1993, ISBN 3-905647-54-0.
- als Herausgeber mit Maria R.-Alföldi, Ulrike Peter, Holger Komnick: Geldgeschichte vs. Numismatik. Theodor Mommsen und die antike Münze. Kolloquium aus Anlaß des 100. Todesjahres von Theodor Mommsen (1817–1903) an der Johann-Wolfgang-Goethe-Universität Frankfurt am Main 1.–4. Mai 2003 (= Griechisches Münzwerk). Akademie, Berlin 2004, ISBN 3-05-004042-4.
- als Herausgeber mit Fleur Kemmers: New perspectives for the interpretation of coin finds (= Coins in Context. 1 = Studien zu Fundmünzen der Antike. 23). von Zabern, Mainz 2009, ISBN 978-3-8053-4091-5.
- Theodor Mommsen in den Bildmedien. Zur visuellen Wahrnehmung einer großen Persönlichkeit des 19. Jahrhunderts (= Frankfurter Archäologische Schriften. Beiheft 1). Dr. Rudolf Habelt, Bonn 2018, ISBN 978-3-7749-4134-2.
- Vom Wort zum Bild: I. N. Svoronos und E. S. G. Robinson und ihr neues Konzept zur Edition griechischer Münzen aus der Antike (= Akademie der Wissenschaften und Literatur Mainz: Abhandlungen der Geistes- und Sozialwissenschaftlichen Klasse. Jahrgang 2022, Nummer 1). Franz Steiner, Stuttgart 2022, ISBN 978-3-515-13352-4.